# 박순태
박순태(1968년 12월 2일 ~ )는 대한민국의 축구 지도자로 최근 동티모르 A대표팀과 동티모르 U-23 대표팀의 사령탑을 겸하여 맡았었다.

## 선수 시절
경희고등학교 졸업 후 대구대학교 체육학과에 재학 중이던 1990년 11월 22일 1991 K리그 드래프트에서 김귀화 현 FC 충주 수석 코치와 함께 부산 아이파크(당시 부산 대우 로열즈)의 지명을 받아 입단한 이후 포항 스틸러스(당시 포항제철 아톰즈)로 이적하여 선수 활동을 이어가다가 국군체육부대에 입대하여 상무 축구단에서 군 복무를 수행했으며 상무에서 전역 후 당시 재팬 풋볼 리그 소속팀이었던 콘사돌레 삿포로(당시 도시바 SC)로 이적했다가 귀국하면서 선수 생활을 마무리했다.

## 지도자 경력

### 대구대학교
대동세무고등학교의 코치와 서울체육고등학교의 사령탑을 거쳐 2002년부터 17년간 모교인 대구대학교의 사령탑을 맡아 2012년 하계 올림픽 동메달리스트이자 K리그1 울산 HD의 수비수인 황석호를 길러내기도 했다.

### 동티모르 U-23
17년간 대구대학교 감독으로 지내다가 이후 동티모르로 어떠한 경로를 거쳐 넘어갔는지는 알려져 있지 않지만 2023년 2월부터 동티모르 U-23 대표팀의 사령탑을 맡아 이 해에 열린 동남아시아 경기 대회에 출전하여 비록 1승 3패·A조 4위로 조별리그 탈락의 고배를 마셨음에도 불구하고 3차전에서 FIFA 랭킹이 57계단 위인 필리핀을 3-0으로 완파하며 6년만의 동남아시아 경기 대회 승리를 이끌었다.

### 동티모르 A대표팀
동티모르 A대표팀 사령탑 부임 이후 2023년 10월 12일 가오슝 국가체육장에서 열린 대만과의 2026년 FIFA 월드컵 아시아 지역 1차 예선 1차전에서 성인대표팀 사령탑 데뷔전을 치렀으나 이 경기에서 0-4로 대패했고 5일 후 열린 2차전에서도 0-3으로 완패하며 2027년 AFC 아시안컵 예선 플레이오프로 밀려났으며 결국 2경기만에 동티모르 A대표팀 지휘봉을 내려놓았다.